# Aeroporto Internazionale di Giuba
L'Aeroporto Internazionale di Giuba (IATA: JUB, ICAO: HSSJ) è un aeroporto situato nella città di Giuba, capitale del Sudan del Sud nonché capoluogo dello stato del Jubek.
Lo scalo è, assieme all'Aeroporto di Malakal, uno dei due unici aeroporti internazionale dello stato africano.